# 동계 올림픽

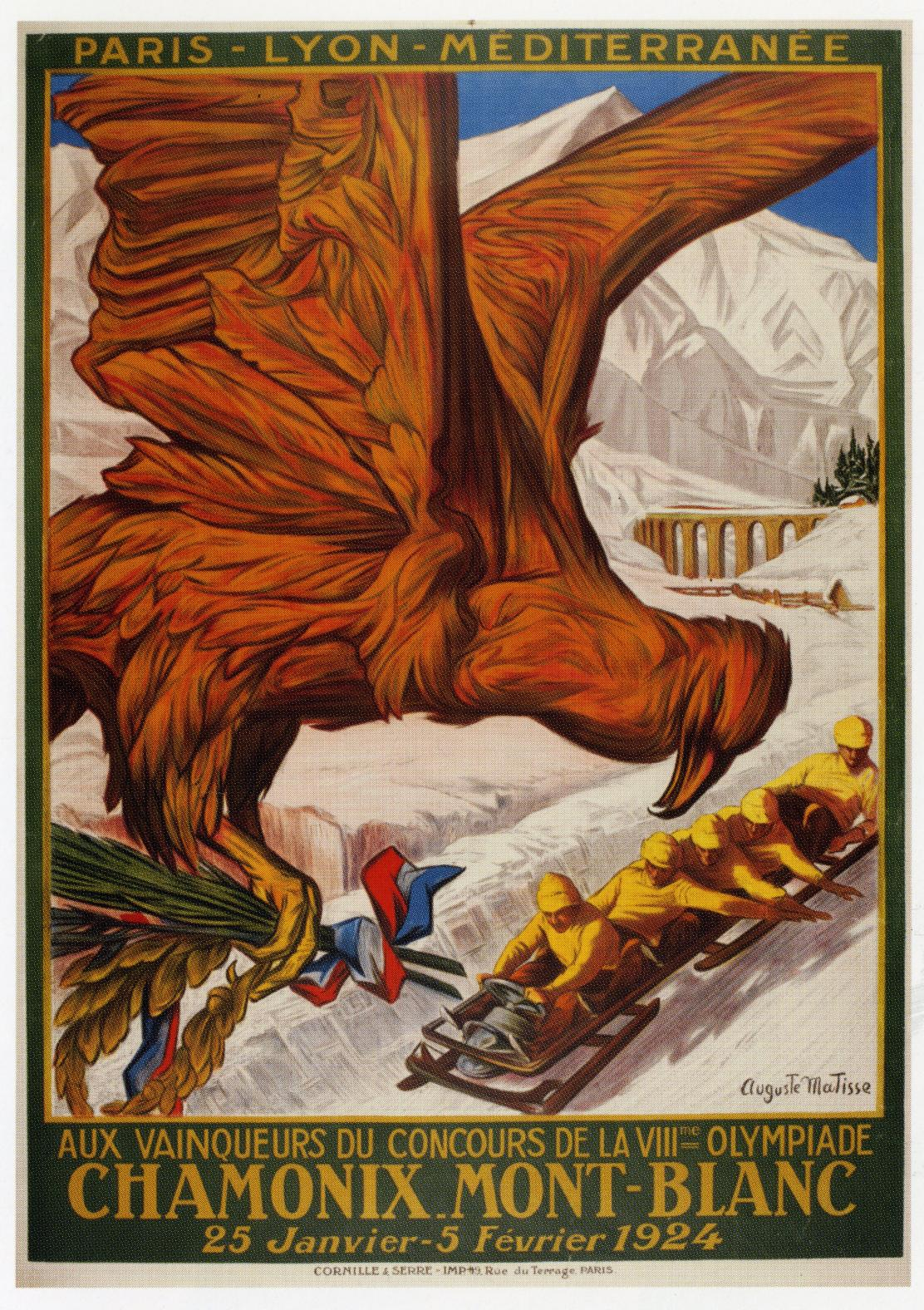
1924년 샤모니 동계 올림픽 포스터

동계 올림픽(영어: Winter Olympic Games, 프랑스어: Jeux olympiques d'hiver, 문화어: 겨울철 올림픽)은 4년마다 개최되는 겨울 종합 스포츠 대회이며, 보통 하계 올림픽과는 달리, 윤년이 아닌 짝수 해 2월에 열린다. 지구촌 최대 규모의 겨울 스포츠 축제이며, 동계 올림픽은 겨울 스포츠가 눈 또는 얼음 위에서 열린다는 것이 특징이다. 그 예로 알파인 스키, 바이애슬론, 봅슬레이, 크로스컨트리, 컬링, 프리스타일 스키, 동계 올림픽의 꽃이라 불리는 아이스하키, 피겨 스케이팅 등의 종목이 있다. 가장 인기있는 동계 올림픽 종목은 아이스하키이다. 1924년부터 매 동계 올림픽에서 시행된 종목으로는 크로스컨트리, 피겨스케이팅, 아이스하키, 노르딕 복합, 스키점프, 스피드 스케이팅이 있다. 다른 운동 경기는 올림픽을 거듭하면서 추가 되었다. 추가된 경기 종목으로는 루지, 쇼트트랙, 프리스타일 스키 등이 있다. 그 밖에, 동계 올림픽에서 시범 종목으로 경기된 것은 스피드 스키, 밴디, 스키저링 등이 있으나, 이것들은 공식 종목으로는 채택되지 못했다.
지구촌 최대의 스포츠 축제라는 하계 올림픽보다 동계 올림픽은 참가하는 나라의 그 수와 종목 수, 시청률, 경제성 등의 수익, 인지도, 관심도 등 거의 대부분에서 규모가 작다. 왜냐하면 대부분 인기있는 종목들, 일상에서 쉽게 접하고 즐길 수 있는 생활 스포츠 종목들이 하계올림픽에 몰려 있기 때문이다. 첫 번째 동계 올림픽은 프랑스의 샤모니에서 1924년에 열렸다. 그 이전에는 피겨스케이팅과 아이스하키 경기가 하계 올림픽에서 열렸다. 올림픽은 1924년부터, 세계 2차대전에 의해 중단되기 전인 1940년까지 4년 마다 열렸다. 1940년 이후, 중단된 동계 올림픽과 하계 올림픽은 1948년 동계 올림픽을 시작으로 다시 개최된다. 둘은 1992년까지는 같은해에 개최되었다. 동계 올림픽은 1994년부터는 하계 올림픽과는 다른 해에 개최되었고, 그 첫 번째가 1994년 동계 올림픽이며 노르웨이 릴레함메르에서 개최되었다.
텔레비전의 발달로 올림픽의 인지도가 급격히 향상되었고, 방송 중계권 판매, 광고 수입으로 큰 수익이 창출됨에 따라 국제 올림픽 위원회의 계속되는 상업성 추구가 비판을 받기도 하였다. 상업성 추구가 심화될수록 텔레비전 방송사와 기업 스폰서 등 외부 이익집단이 올림픽에 다방면으로 영향을 끼치게 되었다. 또한 국제 올림픽 위원회(IOC)는 몇몇 내부인사가 일으킨 뇌물 수수 스캔들과 선수의 약물 복용 문제 등도 겪어 왔다.
동계 올림픽은 많은 나라들이 개최해왔다. 미국은 4번으로 그 횟수가 가장 많고, 프랑스 3번 이탈리아 2026년 동계 올림픽 개최예정으로 프랑스 다음으로 3번 개최국이 된다. 일본, 오스트리아, 노르웨이를 포함한 몇몇 나라들은 2번씩 개최하였으며 모두 북반구에서 개최하였다. 가장 최근에 개최된 2018년 동계 올림픽은 대한민국 평창에서 순조롭게 마쳤다. 그 다음 대회인 2022년 동계 올림픽은 중화인민공화국 베이징에서 개최하는 것이 확정되었다. 2019년 6월 23일 제134차 IOC 총회에서 2026년 동계 올림픽 개최지가 이탈리아로 결정됐다.

## 역사

### 초반

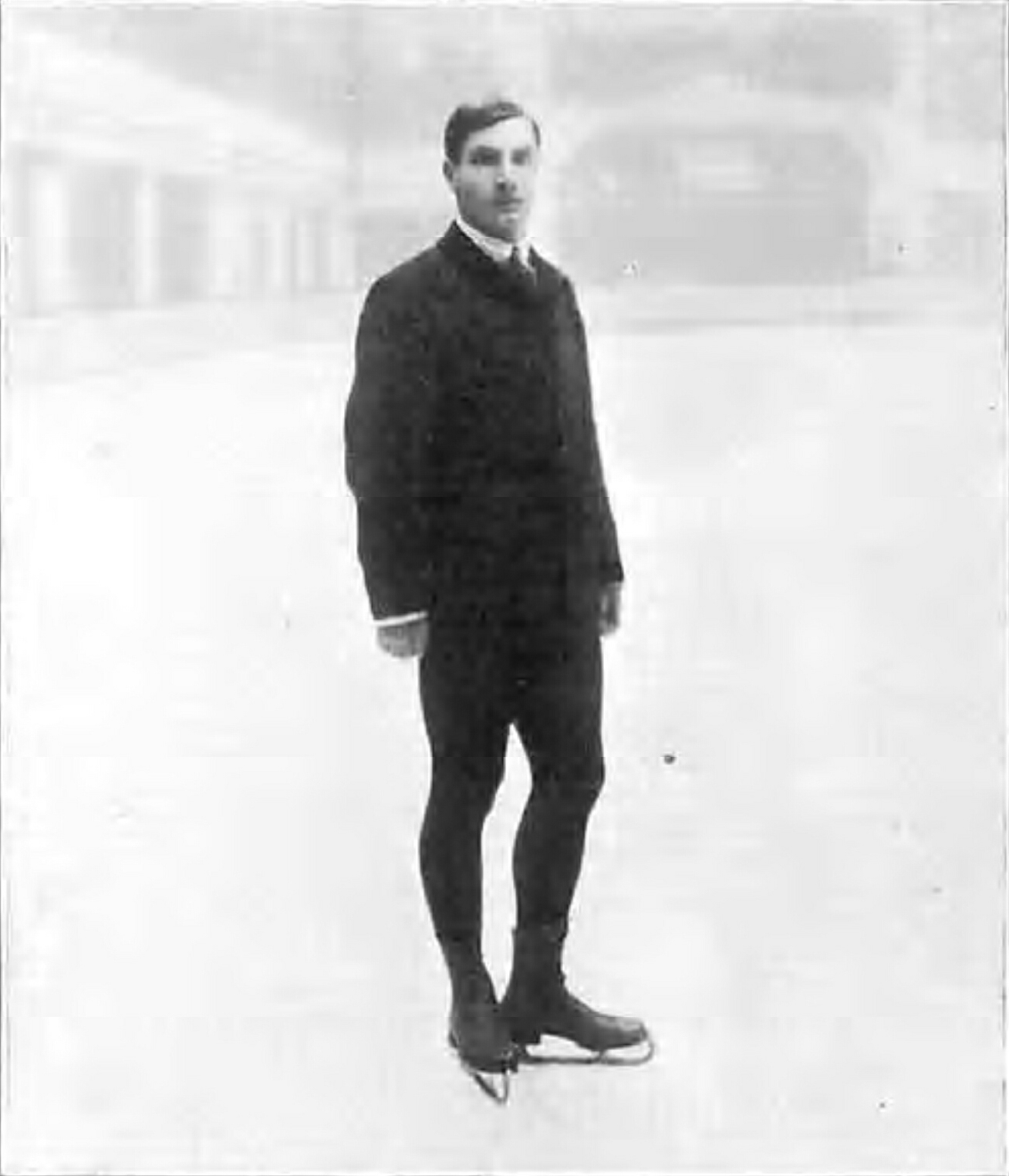
1908년 동계 올림픽의 울리크 살쇼브

최초로 동계 스포츠에 초점을 두었던 국제 경기 대회는 1901년 스웨덴에서 개최한 노르딕 경기 대회이다. 국제 올림픽 위원회의 창립 위원인 빅토르 구스타프 발크가 처음 조직하여 시작돼 1926년까지 개최하였다. 이후 빅토르 발크는 올림픽 프로그램에 동계 스포츠를 추가하는데 힘을 쏟아 1908년 하계 올림픽에 피겨스케이팅이 채택되도록 하였다. 첫 올림픽 피겨스케이팅 개인 챔피언은 울리크 살쇼브와 매지 사이어스가 되었다.
3년 뒤, IOC 위원 우제니오 브루네타 디세아우가 스톡홀름에서 열리는 1912년 하계 올림픽에서 별도의 동계 스포츠 대회를 한 주간 개최하는 것을 제안했으나, 다른 조직위원들이 노르딕 경기 대회의 온전한 보전과, 동계 스포츠에 관련된 시설이 부족함을 이유로 들어 반대함에 따라 무산되었다. 이후 의견을 수용하여 1916년 베를린 대회에서 스피드스케이팅, 피겨스케이팅, 아이스 하키, 노르딕 스키가 경기 종목으로 계획되었지만 1916년 하계 올림픽은 제1차 세계 대전의 여파로 취소되었다.
제1차 세계 대전이 끝나고, 벨기에 안트베르펜에서 1920년 하계 올림픽이 열렸다. 이 대회는 다른 하계 스포츠와 함께 피겨스케이팅과 아이스 하키 경기가 정식 종목으로 치러졌다. 다음 해에 열린 IOC 의회에서 1924년 하계 올림픽의 개최지를 프랑스로 결정하면서 "국제 동계 스포츠 주간"을 위원회의 지원 아래 독립적으로 개최하기로 결정했다. 샤모니가 이 대회를 개최할 도시로 선정되었고 대회는 11일에 걸쳐 총 16개국에서 258명의 선수가 16개의 종목에 참가하면서 성공적으로 개최되었다. 핀란드와 노르웨이 두 나라에서 28개의 메달을 휩쓸었다. 1925년, 국제 올림픽 위원회는 정식 동계 올림픽 경기 대회를 만들기로 결정했다. 또한 샤모니에서 개최된 대회는 제1회 동계 올림픽으로 기록되었다.
1928년 제2회 동계 올림픽의 개최지는 국제 올림픽 위원회의 결정으로 스위스의 장크트모리츠가 되었다. 변화무쌍한 장크트모리츠의 날씨는 대회기간 동안 여러 가지 문제를 야기했다. 개막식은 블리자드가 몰아치는 거친 날씨 속에서 진행된 반면, 나머지 모든 경기와 행사는 온화한 날씨 속에서 치러졌다. 10,000 미터 스피드 스케이팅 경기는 빙판이 녹아내려 도중에 취소되기도 했다. 그러나 대회에서 주목할 측면이 나쁜 기상 조건만은 아니었다. 노르웨이의 소냐 헤니가 피겨스케이팅 여자 싱글 경기에서 15세의 나이로 우승을 차지해 최연소 올림픽 챔피언이 되었으며, 74년 동안 이 기록은 깨지지 않았다.
1932년 미국 레이크플래시드 대회는 처음으로 유럽 밖의 대륙에서 개최한 대회였다. 17개국에서 총 252명의 선수가 참가했는데, 이는 당시 대공황으로 줄어든 스포츠 투자와 개최지까지의 긴 여정으로 인해 지난 대회보다 줄어든 숫자이다. 선수들은 총 14개의 종목에 참가해 경쟁을 벌였다. 1932년 대회 또한 온화한 날씨 때문에 대회가 시작되기 2개월 전까지 거의 눈이 내리지 않다가 1월 중순이 되어서야 대회를 개최할 수 있을 만큼의 눈이 쌓였다. 이전 대회의 피겨스케이팅 챔피언인 소냐 헤니는 올림픽 타이틀을 지켜내었고, 1920년 올림픽 복싱 챔피언이었던 에디 이건이 남자 4인승 봅슬레이 경기에서 금메달을 따내면서, 올림픽 역사를 통틀어 유일하게 하계와 동계 올림픽 경기 모두에서 금메달을 획득한 선수가 되었다.
1936년 동계 올림픽은 독일의 두 도시 가르미슈와 파르텐키르헨을 합병하여 개최하였다. 또한 같은 해의 하계 올림픽도 독일에서 개최하였는데, 이는 같은 국가에서 같은 해에 하계와 동계 올림픽을 모두 개최한 마지막 경우이다. 이 대회부터 알파인 스키 종목이 동계 올림픽에 포함되었다. 스키 강사들은 프로라는 이유로 경기에 참가할 수 없게 되었고, 이에 항의해 스위스와 오스트리아 스키 선수들이 시합에 불참하기도 했다.

### 제2차 세계 대전
제2차 세계 대전의 영향으로 동계 올림픽의 개최에 차질이 있었다. 1940년 동계 올림픽은 일본 삿포로에서 개최될 예정이었으나 1938년에 중일 전쟁이 일어나면서 모든 계획이 취소되었다. 국제 올림픽 위원회는 삿포로를 대신할 개최지로 장크트모리츠를 선정했다. 그러나 스위스 조직 위원회와의 논쟁으로 3개월 뒤에 이 계획도 취소되었다. 이어서 최근에 개최 경험이 있던 가르미슈파르텐키르헨에서 다시 개최하려 하였으나 1939년 11월 독일이 폴란드를 침공하면서 이또한 취소되었다. 이탈리아의 코르티나담페초로 예정된 1944년 대회도 이어지는 전쟁으로 1941년 여름에 취소되었다.

### 1948년 ~ 1960년
전쟁이 끝난 뒤인 1948년, 스위스의 생모리츠에서 전후 첫 동계 올림픽을 개최하게 되었다. 이는 스위스가 제2차 세계 대전 동안 중립국을 지켰던 것도 있고, 1928년 동계 올림픽이 열렸던 경기장을 그대로 활용할 수 있었기 때문에 타당한 선택이었다. 이로써 생모리츠는 사상 처음으로 동계 올림픽을 두 차례 개최한 도시가 되었다. 총 28개국이 대회에 참가하였으며 연합국의 통치를 받던 중으로 아직 독립하지 못한 상태였던 독일과 일본은 초대받지 못했다. 대한민국 선수단도 이번 대회를 시작으로 동계 올림픽에 처음 참가하였다. 한편 미국 선수단의 아이스하키팀의 출전권 분쟁으로 두 팀씩이나 현장에 파견되는 일이 벌어지면서 논란을 빚기도 하였다. 또 1920년 안트베르펜 하계 올림픽에서 분실됐던 올림픽기를 대신하여 새로운 올림픽기가 게양되었다. 최종 순위에서는 그전까지 금메달을 따지 못했으나 이번에 처음 획득한 국가가 10개국에 달하면서 전례없는 평등 올림픽이 되었다.
1952년 오슬로 동계 올림픽에서는 스키선수 손드레 노르드하임이 최종주자로 올림픽 성화를 밝히며 막을 올렸다. 성화봉송은 총 94명의 주자가 계속해서 스키를 타며 전달하는 방식으로 진행하였다. 스칸디나비아에서 인기있는 스포츠인 밴디가 대회의 시범종목으로 채택되었으며 노르웨이, 스웨덴, 핀란드가 참가하였다. 최종순위에서 노르웨이가 17개의 금메달을 휩쓸어가면서 다른 국가들을 압도하는 성적을 기록하였다. 특히 스피드스케이팅 종목의 네 경기에 출전하여 세 개의 금메달을 딴 얄마르 안데르센 선수의 공이 대단했다.
1956년 동계 올림픽은 1944년에 올림픽 대회를 유치하려다 전쟁으로 실패한 이탈리아의 코르티나담페초에서 진행되었다. 개막식에서는 최종 성화주자 귀도 카롤리가 스케이트를 타며 올림픽 스타디움에 들어서는 세레모니를 하였다. 스타디움을 한 바퀴 도는 과정에서 성화대를 앞두고 스케이트날이 케이블에 걸리는 바람에 넘어지는 해프닝이 있었으나, 다시 일어서 성화대를 밝혔다. 이 대회는 처음으로 텔레비전으로 생중계된 대회이기도 하며, 전세계에 생중계된 것으로는 사상 처음이었다. 다만 텔레비전 방영권의 판매는 1960년 로마 하계올림픽 대회부터였으며, 이번 대회에서는 대형 스포츠 대회의 텔레비전 중계 가능성을 테스트하기 위한 목적으로 진행하였다. 이번 대회부터 소련이 참가하였으며 순식간에 전체 메달수기준 종합 1위를 차지함으로써 저력을 보였다. 소련의 데뷔무대가 이토록 성공하였던 것은 국가가 후원하는 '풀타임 아마추어 선수'들의 출현 때문으로 여겨지고 있다. 즉 소련이 출전시킨 선수들은 원래 학생, 군인, 직업인 등의 신분이었지만 사실은 나라로부터 급여를 받고 풀타임으로 훈련받았다. 한편으로 일본의 스키 대표 이가야 치하루 선수가 스키 회전 종목에서 2위에 올라 일본은 물론 아시아 최초로 동계 올림픽 메달을 획득하였다.
1960년 동계 올림픽은 미국 스쿼밸리에서 개최됐다. 스쿼밸리는 미국의 동계 리조트로 1955년까지만 해도 개발되지 않았지만 개최확정 이후 1956년부터 1960년까지 8천만 달러의 비용을 들여 모든 경기장과 인프라를 구축하였다. 개막식과 폐막식은 월트 디즈니가 맡았다. 스쿼밸리 올림픽은 전용 선수촌이 도입된 첫번째 동계 올림픽이자, 경기결과 집계를 위해 컴퓨터가 쓰인 최초의 대회 (IBM이 후원), 여자 스피드스케이팅 종목이 처음 신설된 대회이기도 했다. 다만 봅슬레이 종목은 예산 투입에도 불구하고 경기시설을 지을 시간이 부족한 탓에 열리지 못했다.

### 1964년 ~ 1980년

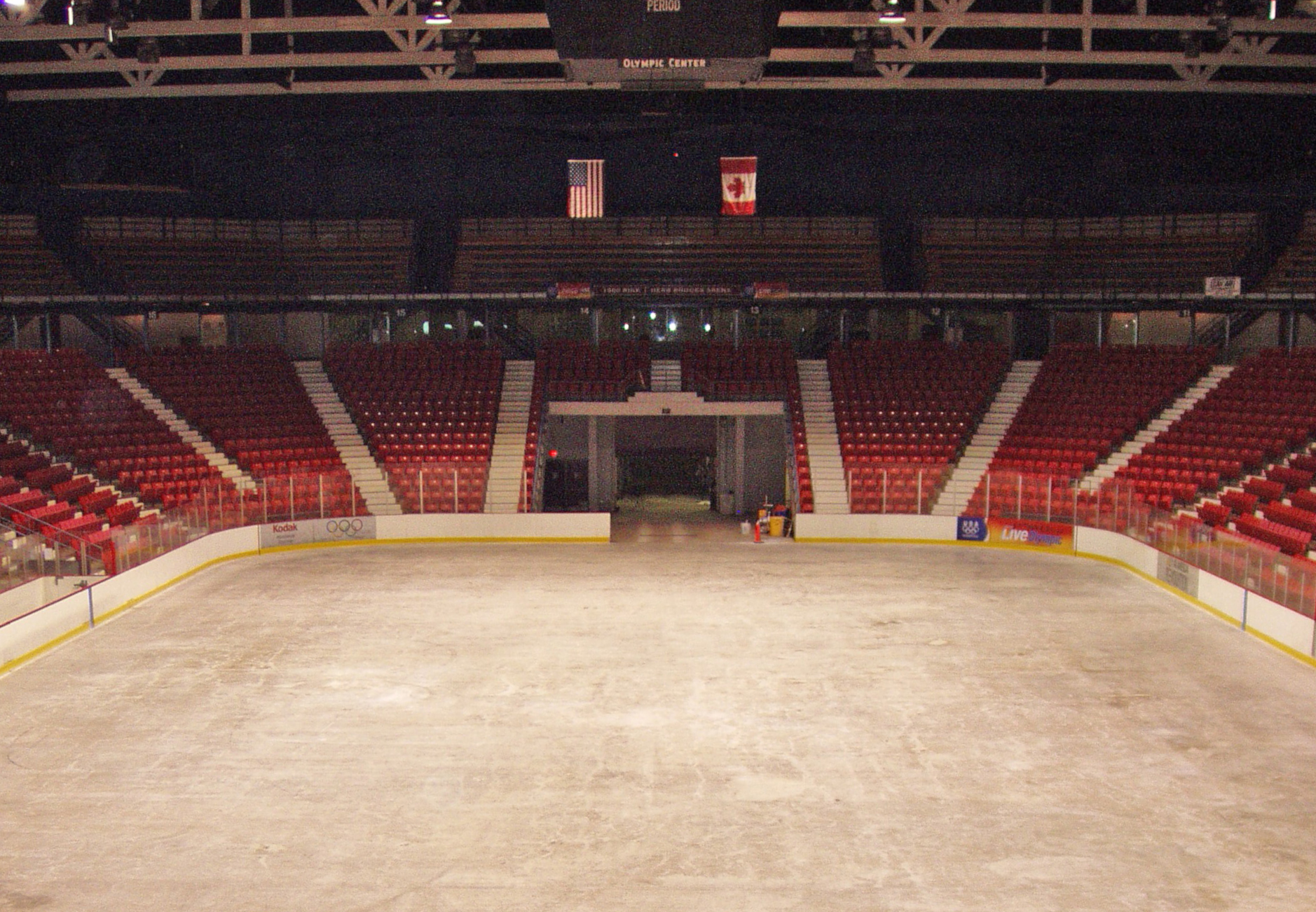
1980년 동계 올림픽 아이스하키 결승전, 이른바 '은반위의 기적'이 벌어졌던 미국 레이크플래시드의 허브 부룩스 아레나.

1964년 동계 올림픽은 오스트리아 인스브루크에서 열렸다. 인스브루크는 예로부터 동계스포츠 휴양지로 이름난 곳이었지만 이번에는 눈이 너무 적게 온 탓에 오스트리아군을 투입해 눈과 얼음을 경기장에 공수해야 했다. 소련의 스피드스케이팅 선수 리디야 스코블리코바가 스피드스케이팅 전 종목을 휩쓸며 4관왕을 달성하였다. 이전 대회 금메달과 함께 총 6개의 금메달을 따게 되면서 동계 올림픽 다관왕 기록을 경신하였다. 한편으로 루지 종목이 이번 대회부터 처음 도입되었으나, 올림픽 대비 훈련에서 한 선수가 사망하는 사건이 벌어지면서 대중의 인식이 나락으로 떨어지기도 하였다.
1968년 동계 올림픽은 프랑스의 그르노블 마을에서 열렸으며, 사상 처음으로 컬러TV 방송으로 중계된 대회기도 했다. 총 27개국 1,158명의 선수가 35개 경기에 출전하였다. 프랑스의 장클로드 킬리 선수는 남자 알파인스키 전 종목에서 우승하였으며, 이는 동계 올림픽 역사를 통틀어 두 차례밖에 없었던 기록이기도 했다 (다른 한 명은 1956년 올림픽의 토니 자일러). 올림픽 조직위원회는 대회 중계권 판매로 200만 달러의 수익을 거뒀으며 이는 인스브루크 올림픽 당시 수익에 2배에 달하는 수치다. 한편 각 종목의 경기장이 너무 넓게 분산되어 있었던 탓에 선수촌이 세 개씩이나 필요했다. 조직위 측은 기술 발전을 수용하기 위해선 어쩔수 없는 일이라 해명하였지만, 실은 텔레비전 방송에 가장 용이한 경기장을 제공하기 위한 것이었고 이를 위해선 선수들을 희생하고 비효율적인 배치를 적용할 수밖에 없었던 것 아니냐는 지적이 제기되었다.
1972년 동계 올림픽은 일본 삿포로에서 열렸는데 북미와 유럽 밖에서 개최된 최초의 동계 올림픽이었다. 그러나 이 대회는 프로선수 참가 논란이 잇따른 대회이기도 했다. 대회를 3일 남기고 에이베리 브런디지 IOC 위원장은 대회에 출전하려는 일부 알파인스키 선수들을 배제토록 했는데 미국의 매머스 산에서 열린 스키캠프에 상금을 노리고 참가했다는 것이 이유였다. 즉 선수로서의 지위로 금전적인 이득을 취했고 더 이상 아마추어 선수가 아니라는 것이었다. 격론 끝에 해당 선수들 중 가장 많은 상금을 받았던 오스트리아의 카를 슈란츠 선수만 출전자격이 박탈됐다. 또 아이스하키 강국 캐나다는 1972년은 물론 다음 대회에서도 팀을 내보내지 않았는데, 프로리그에서 뛰는 선수들을 내보낼 수 없다는 점에 대한 항의의 표시였다. 한편 이번 대회에서 프란시스코 페르난데스 오초아 선수가 알파인스키 회전에서 우승하여, 스페인 출신으로는 처음이자 마지막으로 동계 올림픽 금메달을 획득하였다.
1976년 동계 올림픽은 다시 한번 오스트리아 인스브루크에서 열렸는데, 여기에는 복잡한 사정이 있다. 1970년 첫 발표 당시에는 미국 콜로라도주 댄버가 개최지로 결정됐다. 미국에서 열렸다면 콜로라도 탄생 100주년, 미국 독립 200주년 기념으로 진행될 예정이었다. 하지만 1972년 11월 콜로라도 주에서 올림픽 대회 공금지원 여부에 대한 주민투표를 진행해 3-2로 반대하면서 개최를 포기하게 되었다. IOC는 1976년 동계 올림픽 개최후보지로 나섰던 밴쿠버-가리발디에게 개최권을 넘겼으나, 지방정부가 바뀌고 올림픽 유치에 난색을 표하는 입장으로 급선회하면서 불발되고 말았다. 이에 미국의 솔트레이크시티가 올림픽 유치를 자처하고 나섰지만, IOC는 지난 1964년 대회를 개최했던 경기시설이 아직 잘 보존되어 있는 인스브루크에 요청하는 쪽을 택하였다. 대회 준비시간은 이제 절반으로 줄어들긴 했지만, 결국 인스브루크 측은 1973년 2월 동계 올림픽 대체 유치를 받아들였다. 이번 대회의 올림픽 성화는 두 차례에 걸쳐 타올랐는데 이는 오스트리아가 두번째로 동계 올림픽을 유치하게 된 것을 기념한다는 의미였다. 1976년 동계 올림픽에서는 인스브루크 근처에 있는 마을인 이글스에 봅슬레이 루지 통합경기장을 처음으로 신설하였다. 또 소련 아이스하키팀이 올림픽 4연패를 달성하였다.
1980년 동계 올림픽은 1932년 동계 올림픽을 개최한 전력이 있었던 미국의 레이크플래시드에서 다시 열렸다. 이 대회에서는 처음으로 동계 올림픽 보이콧 사례가 나왔는데, IOC가 중화민국 선수단 측에 선수단명과 국가를 바꿀 것을 지시하는 권고를 내리면서 중화민국 선수들이 대회 참가를 자진취소했다. 이 당시 IOC는 중화인민공화국을 올림픽 무대에 초대하고자 했고, 중화인민공화국 측은 중화민국이 쓰던 국가명('중국')과 국가를 그대로 쓰길 원하던 상황이었다. 결국 중화민국 선수단의 보이콧으로 중화인민공화국 선수단으로 대신 구성된 '중국' 선수단은 1952년 하계 올림픽부터 불참한 이후 처음으로 올림픽에 참가하게 되었다. 한편으로 미국의 에릭 하이든이 스피드스케이팅 전 5종목에서 올림픽과 세계 신기록을 모두 달성하는 진풍경을 선보였다. 또 동시에 다섯 개인경기에서 모두 금메달을 땀으로서, 동하계를 통틀어 한 대회에서 개인종목을 가장 많이 우승한 기록을 경신하게 되었다. 또 리히텐슈타인의 하니 벤첼이 알파인스키 회전과 대회전에 출전해 모두 우승하면서, 리히텐슈타인은 세계에서 가장 작은 국가 중 하나임에도 불구하고 올림픽 금메달리스트를 배출한 국가라는 진기록을 세우게 되었다. 이 대회를 언급할 때 놓칠 수 없는 또 한가지 하이라이트, 이른바 '은반위의 기적'은 일반 대학선수로 구성된 미국 아이스하키 국가대표팀이 노련한 전문선수로 구성된 소련 아이스하키 국가대표팀과 결승전에서 맞붙고, 끝내 승리해 금메달을 차지했던 사건이다.

### 1984년 ~ 1998년
1984년 동계 올림픽은 유치전 당시 일본 삿포로, 스웨덴 예테보리가 유력 개최후보로 떠올랐으나 예상을 뒤엎고 유고슬라비아의 사라예보가 개최지로 선정되었다. 1980년 모스크바 올림픽에 이어 두번째로 공산권 국가에서 개최된 올림픽이었지만 대회 자체는 뛰어난 조직력으로 호평을 받았고, 특히 불과 8년 뒤 유고슬라비아는 내전의 소용돌이에 휩싸였으나 대회 당시에는 별다른 영향 없이 안전하게 치러졌다. 총 49개 참가국 1,272명의 선수들이 39개 세부종목에 출전하였다. 개최국인 유고슬라비아는 알파인스키 선수 유레 프란코가 대회전 종목에서 은메달을 차지하면서 동계 올림픽 첫 메달 획득이라는 쾌거를 이뤘다. 또한 영국의 아이스댄서 제인 토릴과 크리스토퍼 딘이 피겨 프리에서 모리스 라벨의 <볼레로>에 맞춰 완벽한 연기를 선보여, 그전까지 전무했던 예술점수 만점 고지를 달성하며 금메달을 획득하였다.

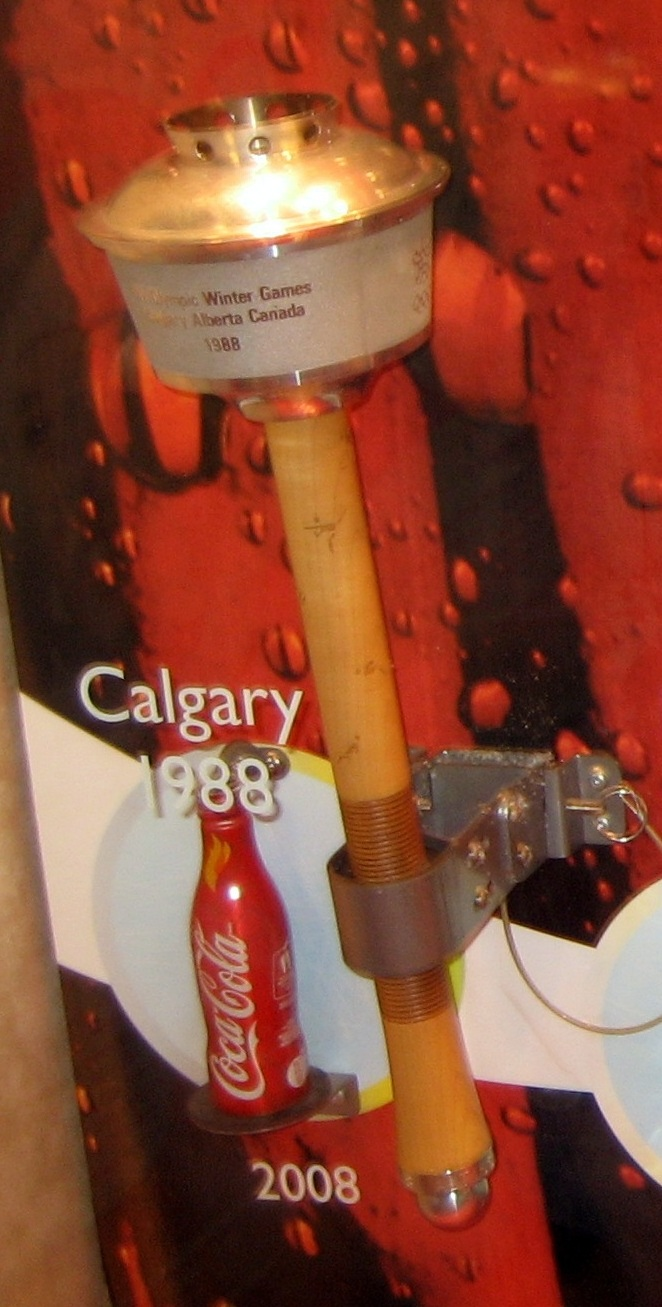
캐나다 캘거리에서 열린 1988년 동계 올림픽의 성화봉

1988년 동계 올림픽은 캐나다 캘거리에서 16일간 열렸다. 스키점프와 스피드스케이팅에 새 종목이 추가되었고 훗날 정식종목으로 채택되는 컬링, 쇼트트랙, 프리스타일 스키 등도 시범종목으로 선보였다. 그리고 사상 처음으로 스피드스케이팅을 실내 (올림픽 오벌)에서 진행하였다. 이번 대회에서는 네덜란드의 이본 판 게니프가 매 경기마다 노련한 동독 선수들을 누르고 대회 3관왕과 세계신기록 2회 경신을 달성하였다. 또 핀란드의 스키점프 선수 마티 뉘캐넨이 출전종목 세 종목에서 모두 금메달을 따면서 똑같이 3관왕을 달성하였다. 그리고 이탈리아의 알베르토 톰바는 첫 올림픽 출전임에도 불구하고 알파인스키 대회전과 회전 종목에서 금메달을 차지하며 화려한 데뷔전을 마쳤다. 한편 동독의 크리스타 로텐부르거는 스피드스케이팅 여자 1,000m에서 금메달을 획득하였는데 불과 7개월 뒤 1988년 서울 올림픽의 사이클 트랙 종목에 출전해 은메달을 따는 기염을 토했다. 로텐부르거의 기록은 같은 해에 치러진 동하계 올림픽에서 모두 메달을 따낸 최초의 기록이 되었으며, 1994년부터 동하계 대회가 2년 격차를 두고 열리게 되었기에 앞으로도 없을 유일무이한 기록으로 남게 되었다.
1992년 동계 올림픽은 하계 올림픽과 같은 해에 치러진 마지막 대회였다. 이번에는 프랑스 사부아의 중심지 알베르빌에서 열렸지만, 정작 알베르빌 시내에서는 18개 경기밖에 진행되지 않았다. 나머지 경기들은 사부아 전역에 걸쳐 분산 개최되었다. 한편 공산권 붕괴와 베를린 장벽의 붕괴 등으로 인한 정치상황 급변으로 올림픽 선수단에도 영향이 나타났는데, 독일의 경우 1964년 대회 이후 처음으로 서동독이 한 팀이 되어 출전하게 되었으며 구 유고슬라비아에 속했던 크로아티아와 슬로베니아는 독립국으로서 올림픽 무대에 첫 진출하였다. 구소련 진영 국가들은 대부분 연합 선수단이라는 이름의 단일팀으로 출전하였지만 발트3국은 2차 세계대전 이후 처음으로 온전한 독립국으로서 출전하기도 하였다. 핀란드의 스키점프 선수 토니 니에미넨은 불과 16살의 나이로 금메달을 획득해 동계 올림픽 남자 금메달리스트 중 최연소라는 영예를 안게 되었고, 뉴질랜드의 앤리스 코버거는 알파인스키 여자 회전 종목에서 은메달을 획득해 남반구 출신으로는 처음으로 동계 올림픽 메달을 획득하게 되었다. 또한 대한민국의 김윤만이 스피드스케이팅에서 은메달을 따냈고, 뒤이어 쇼트트랙의 김기훈이 금메달을 차지하여 동계 올림픽 첫 메달과 첫 금메달을 동시에 달성한 대회가 되었다.
1986년 국제올림픽위원회가 같은 해에 치러지던 동하계 올림픽 대회를 분리시켜 2년 격차로 연다는 결정을 투표를 통해 최종 확정하였고, 1994년 동계 올림픽부터 이 결정을 따르게 되었다. 노르웨이 릴레함메르에서 열린 이 대회는 처음으로 하계 올림픽에 2년 앞서 치러진 대회가 되었다. 1993년 체코슬로바키아 해체를 겪은 체코와 슬로바키아가 별개의 선수단으로서 동계 올림픽에 처음 출전했다. 한편 1994년 1월 6일 미국의 피겨스케이팅 선수 낸시 케리건이 경쟁자 토냐 하딩의 전 남편의 사주로 피격을 받는 사상초유의 사태가 벌어지면서, 여자 피겨스케이팅 경기가 새삼 언론의 이목을 끌게 되었다. 케리건과 하딩 모두 대회에는 정상 출전하였으나 캐리건만 은메달을 획득하였고, 우크라이나의 오크사나 바이울이 우승하면서 고국에 첫 금메달을 안겼다. 한편으로 개최국 노르웨이가 처음으로 스피드스케이팅 전 종목에 출전해 3관왕을 달성하였고, 대한민국의 김윤미 선수가 만 13세의 나이로 쇼트트랙 단체계주 금메달을 차지하면서, 동계 올림픽 역대 최연소 금메달리스트로 남게 되었다. 후안 안토니오 사마란치 IOC 위원장은 대회 폐막식에서 릴레함메르 동계 올림픽이 사상 최고의 동계 올림픽 대회였다고 칭찬하기도 하였다.
1998년 동계 올림픽은 일본 나가노현에서 열렸으며 처음으로 2,000명이 넘는 선수가 출전하였다. 그리고 아이스하키 경기에서 처음으로 프로선수들도 출전할 수 있게 되었다. 이에 내셔널 하키 리그(NHL) 출신의 쟁쟁한 선수들이 몰려있는 캐나다와 미국 팀이 유력 우승후보로 떠올랐으나, 두 국가 모두 메달 획득에 실패하고 체코 팀이 우승하였다. 한편 이번 대회에서 처음으로 도입된 여자 아이스하키에서는 미국 팀이 첫 금메달을 획득하였다. 노르웨이의 비외른 데리에 선수는 이번 대회 노르딕복합에서 3관왕을 차지하면서 통산 금메달 9개, 전체메달 12개로 가장 성공한 동계 올림픽 선수로 기록되었다. 또 오스트리아의 헤르만 마이어는 활강 경기에서 충돌 사고를 겪었으나 가까쓰로 살아남고 슈퍼대회전과 대회전 종목에서 각각 우승하였다. 미국의 타라 리핀스키는 만 15세의 나이로 피겨스케이팅 여자종목에 출전해 1위를 차지하면서, 개인종목으로는 역대 최연소 금메달리스트가 되었다. 또 스피드스케이팅에서는 클랩 스케이트(분리형 스케이트)가 처음 도입되면서 세계신기록이 쏟아져나오기도 하였다.

### 2002년~2018년

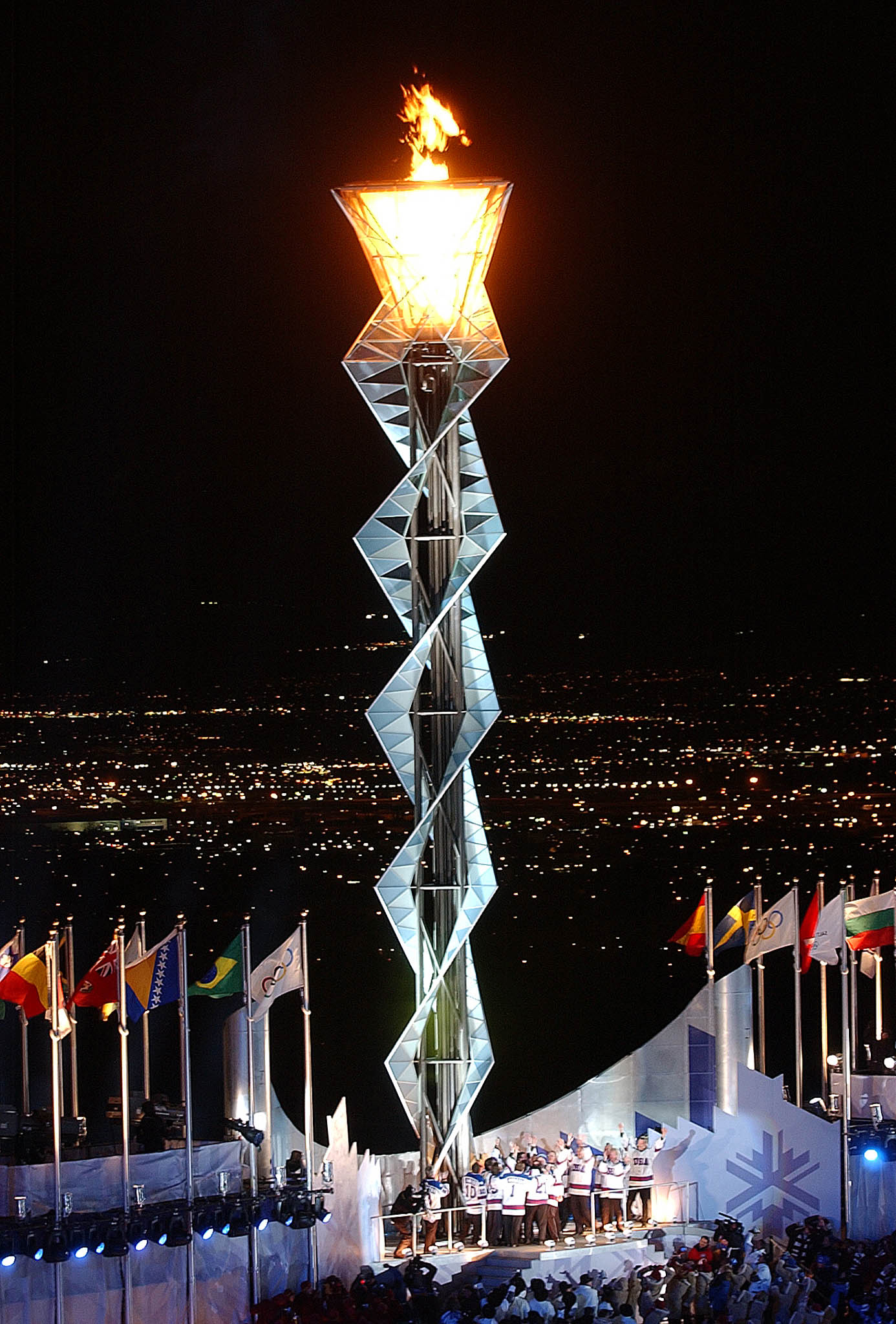
2002년 솔트레이크시티 동계 올림픽 개막식의 성화대 점화 순간.

2002년 동계 올림픽은 미국 유타주 솔트레이크시티에서 열렸다. 총 77개 참가국 2,399명 선수가 7개 종목 78개 경기에 출전하였다. 이 대회는 9·11 테러를 겪은 직후에 열린 첫 올림픽 대회였기 때문에 테러공격 방지를 위한 보안이 한층 강화되었다. 또 대회 개막식에서는 국기 게양과 국가 제창 차례에, 그라운드 제로에서 발견된 찢겨진 성조기를 뉴욕 명예경찰대와 뉴욕 소방대원들이 들고 있는 퍼포먼스를 펼쳤는데, 이에 따른 논란도 있었다. 독일의 게오르그 하클은 이번 대회 루지 싱글 종목에서 은메달을 획득함으로써, 개인종목에서 올림픽 대회 5연속 메달 획득에 성공한 최초의 선수가 되었다. 캐나다는 남자 아이스하키와 여자 아이스하키를 모두 석권하는, 전례없는 기록을 달성하며 강국의 입지를 굳혔다. 한편 캐나다는 러시아와 함께 피겨스케이팅 페어 경기에서 석연치 않은 심판 판정으로 큰 논란의 당사자가 되었다. 당시 러시아의 옐레나 베레즈바나, 안톤 시하룰리제와 캐나다의 제이미 살레, 데이비드 펠티어가 금메달을 놓고 결전을 치뤘는데, 캐나다 선수들이 명백하게 더 나은 연기를 펼쳤음에도 불구하고 러시아가 우승을 차지하였다. 경기 당시 심판진들은 완벽한 냉전 구도로 갈라져, 옛 공산권 국가 출신 심판들은 러시아의 손을, 서방 국가 출신 심판들은 캐나다의 손을 들어주었다. 프랑스의 마리렌 르 구뉴 심판만은 예외로 러시아의 우승을 확정하였는데 대회 후 전수조사를 진행한 결과, 아이스댄싱에 참가하는 프랑스 선수에게 러시아 심판진이 특혜를 주는 대가로, 구뉴 심판이 경기진행과는 무관하게 러시아에게 금메달이 돌아가도록 압력받았다는 사실이 드러나 충격을 줬다. 이에 IOC는 2차 메달 수여식을 열어 캐나다 선수들에게도 금메달을 수여하고, 두 국가 모두 우승 처리하는 조치를 취했다. 쇼트트랙 남자 1,500m에서도 대한민국의 김동성 선수가 미국의 안톤 오노 선수에게 밀려 탈락 처리된, 이른바 '헐리우드 액션' 논란이 일었으며, 남자 1,000m에서는 오스트레일리아의 스티븐 브래드버리가 상당히 극적인 경기 끝에 남반구 국가로서는 최초의 동계 올림픽 금메달리스트가 되는 영광을 안았다.

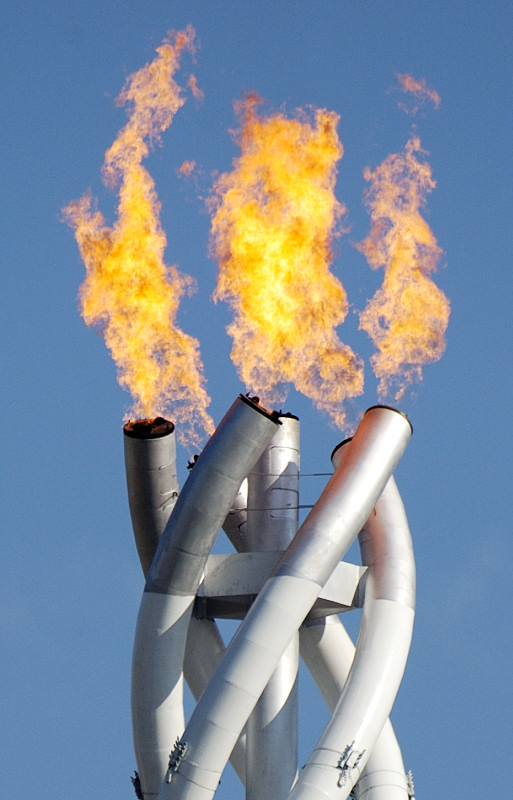
2006년 토리노 동계 올림픽의 성화대

2006년 동계 올림픽은 이탈리아의 토리노에서 열렸다. 이탈리아의 두번째 동계 올림픽 개최이기도 했다. 이번 대회에서 대한민국은 총 10개의 메달을 획득하였는데 그 중 쇼트트랙에서만 6개의 금메달이 나왔다. 진선유 선수가 여자 3관왕을, 안현수 선수가 남자 3관왕에 동메달 하나를 추가한 것이 큰 보탬이었다. 여자 크로스컨트리 단체계주 종목에서는 캐나다의 세라 레너가 경기 도중 자신의 폴 (막대기)이 부러지는 위기가 닥쳤으나, 이를 지켜본 노르웨이 코치 비외르나 호켄스모엔이 폴을 빌려주었다. 레너 선수는 그것으로 계주를 완료해 캐나다 팀의 은메달 획득에 기여한 반면 노르웨이는 4위에 그쳤으나, 상대팀에게 보여준 아름다운 희생 정신으로 큰 화제가 되었다. 독일의 클라우디아 페히슈타인은 이번 대회로 아홉 번째 메달을 획득한 최초의 스피드스케이팅 선수가 되었다. 그러나 2009년 2월 페흐슈타인은 혈액조작 양성 반응이라는 판정결과를 받았고, 2년간의 선수생활 정지 처분을 받아 그 의의를 퇴색시켰다. 페흐슈타인은 바로 항소하였으나 스포츠 중재 재판소는 정지 처분을 유지시켰다. 스위스 법원이 2010년 동계 올림픽 독일 국대로 출전할 수는 있다는 판결을 내렸지만, 이후 스위스 연방법원에서 하심 판결을 뒤집고 밴쿠버 동계 올림픽 출전도 금지한다는 결정을 내렸다.
2010년 동계 올림픽은 2003년 IOC 총회에서 캐나다 밴쿠버에 개최하기로 결정됐다. 이로써 캐나다는 두번째 동계 올림픽을 유치하게 되었다. 밴쿠버는 인구 250만의 대도시로 역대 동계 올림픽 개최지 중 가장 인구가 많은 도시가 되었다. 총 82개 참가국 2,500명 이상의 선수들이 86개 세부종목에 출전하였다. 그러나 대회 개막에 앞서 조지아의 루지 선수 노다르 쿠마리타슈빌리가 휘슬러 슬라이딩 센터에서 연습 훈련을 하던 중 사망하는 사고가 벌어지면서, 해당 트랙의 구조를 안전하게 교체하는 작업이 이뤄지기도 했다. 한편 노르웨이의 크로스컨트리 선수 마리트 비외르겐은 이번 대회에서 금 3, 은 1, 동 1의 성적을 거두며 여자 크로스컨트리 6개 종목 중 5개 종목에서 메달을 따는 기염을 토했다. 밴쿠버 동계 올림픽은 러시아 선수단이 부진했던 것으로도 화제를 모았다. 러시아는 1956년 동계 올림픽에서 소련으로 첫 참가한 이래 지난 대회인 2006년 동계 올림픽까지 종합순위 5위 이내에 매번 들었었는데, 2010년 밴쿠버에서는 총메달수로는 6위, 금메달수로는 11위에 그치고 말았다. 이 같은 부진으로 드미트리 메드베데프 러시아 대통령은 대회 폐막 직후 체육계 고위임원들을 전부 사퇴시키는 조치를 내리기도 하였다. 밴쿠버에서의 부진은 훗날 러시아가 2014년 소치올림픽을 비롯한 여러 대회에서 대대적인 도핑 전략을 진행하는 계기가 되었다는 분석도 있다. 한편 러시아팀의 부진과는 정반대로 한중일을 위시로 한 아시아 국가들의 약진이 두드러졌다. 이번 대회 아시아 국가들의 총 메달수는 사상 최대치로, 1992년에는 금 3개에 총 15개에 불과했던 것이 2010년에는 금 11개에 총 31개로 불어났다. 이 같은 약진의 이면에는 한국과 중국, 일본에서 동계스포츠 종목에 대한 관심이 증대됐고, 성적 역시 꾸준히 성장해 왔다는 점이 성공 요인으로 지적된다. 이를 반증하듯 피겨스케이팅 여자 종목에서는 대한민국의 김연아 선수가 세계신기록을 세우며 첫 금메달을 따냈고, 일본의 아사다 마오 선수가 2위에 올랐다. 또 페어 종목에서는 중국의 두 팀이 쇼트와 프리에서 앞다투어 세계 신기록을 경신하며 금과 은을 동시에 차지하였다.
2014년 동계 올림픽은 러시아 소치에서 열렸다. 2007년 IOC 총회에서 개최가 최종 결정되었으며, 이로써 러시아는 첫 동계 올림픽을 유치하게 되었다. 총 28개 참가국 2,800명 이상의 선수가 98개 세부종목에 출전하였다. 올림픽 선수촌과 메인스타디움은 흑해 연안에 자리하였으며, 설상 종목들은 그로부터 50km 떨어진 크라스나야폴랴나에서 치러지게 되었다.

### 2022년 ~
2022년 개최 도시 선정 신청한 국가가 중국과 카자흐스탄 딱 두 곳 뿐,어떻게 아시아가 동계 올림픽을 연속 개최하는 것인데, 전례가 없는 일이다. 유럽 국가들은 고비용을 문제로 개최 신청을 하지 않았다. 실제로 동계 올림픽이 열렸던 러시아 소치의 경우 재정 손실이 컸다. 2022년 개최 도시는 중국의 베이징으로 결정되었다.

## 역대 개최지 지역

동계 올림픽이 열린 도시의 분포 (범주)

동계 올림픽 개최국+개최 예정국

| 개최 횟수 | 국가           | 개최연도                                                                                       |
| --------- | -------------- | ---------------------------------------------------------------------------------------------- |
| 5         | 미국           | 1932년 동계 올림픽+1960년 동계 올림픽+1980년 동계 올림픽+2010년 동계 올림픽+2034년 동계 올림픽 |
| 4         | 프랑스         | 1924년 동계 올림픽+1968년 동계 올림픽+1992년 동계 올림픽+2030년 동계 올림픽                    |
| 3         | 이탈리아       | 1956년 동계 올림픽+2006년 동계 올림픽+2026년 동계 올림픽                                       |
| 2(3?)     | 스위스         | 1928년 동계 올림픽+1948년 하계 올림픽+2038년 동계 올림픽(대화 우선권' 지위 부여)               |
| 2         | 노르웨이       | 1952년 동계 올림픽+1994년 동계 올림픽                                                          |
| 2         | 오스트리아     | 1964년 동계 올림픽+1976년 동계 올림픽                                                          |
| 2         | 일본           | 1972년 동계 올림픽+1998년 동계 올림픽                                                          |
| 2         | 캐나다         | 1988년 동계 올림픽+2002년 동계 올림픽                                                          |
| 1         | 독일           | 1936년 동계 올림픽                                                                             |
| 1         | 유고슬라비아   | 1984년 동계 올림픽                                                                             |
| 1         | 러시아         | 2014년 동계 올림픽                                                                             |
| 1         | 대한민국       | 2018년 동계 올림픽                                                                             |
| 1         | 중화인민공화국 | 2022년 동계 올림픽                                                                             |

| 회차          | 년도          | 개최지                                                     | 날짜                                                       | 최다 금메달                                                | 참가 국가                                                  | 참가 선수                                                  | 참가 선수                                                  | 참가 선수                                                  | 종목                                                       | 세부 종목                                                  | 출처                                                       |
| 회차          | 년도          | 개최지                                                     | 날짜                                                       | 최다 금메달                                                | 참가 국가                                                  | 합계                                                       | 남자                                                       | 여자                                                       | 종목                                                       | 세부 종목                                                  | 출처                                                       |
| ------------- | ------------- | ---------------------------------------------------------- | ---------------------------------------------------------- | ---------------------------------------------------------- | ---------------------------------------------------------- | ---------------------------------------------------------- | ---------------------------------------------------------- | ---------------------------------------------------------- | ---------------------------------------------------------- | ---------------------------------------------------------- | ---------------------------------------------------------- |
| 1             | 1924년        | 프랑스, 샤모니                                             | 1월 25일–25일                                              | 노르웨이                                                   | 16                                                         | 258                                                        | 247                                                        | 11                                                         | 6                                                          | 16                                                         | [ 12 ]                                                     |
| 2             | 1928년        | 스위스, 장크트모리츠                                       | 2월 11일–19일                                              | 노르웨이                                                   | 25                                                         | 464                                                        | 438                                                        | 26                                                         | 4                                                          | 14                                                         | [ 17 ]                                                     |
| 3             | 1932년        | 미국, 레이크플래시드                                       | 2월 4일–15일                                               | 미국                                                       | 17                                                         | 252                                                        | 231                                                        | 21                                                         | 4                                                          | 14                                                         | [ 18 ]                                                     |
| 4             | 1936년        | 나치 독일, 가르미슈파르텐키르헨                            | 2월 6일–16일                                               | 노르웨이                                                   | 28                                                         | 646                                                        | 566                                                        | 80                                                         | 4                                                          | 17                                                         | [ 21 ]                                                     |
| 1940년 1944년 | 1940년 1944년 | 일본 삿포로에서 열릴 예정이었으나 제2차 세계 대전으로 취소 | 일본 삿포로에서 열릴 예정이었으나 제2차 세계 대전으로 취소 | 일본 삿포로에서 열릴 예정이었으나 제2차 세계 대전으로 취소 | 일본 삿포로에서 열릴 예정이었으나 제2차 세계 대전으로 취소 | 일본 삿포로에서 열릴 예정이었으나 제2차 세계 대전으로 취소 | 일본 삿포로에서 열릴 예정이었으나 제2차 세계 대전으로 취소 | 일본 삿포로에서 열릴 예정이었으나 제2차 세계 대전으로 취소 | 일본 삿포로에서 열릴 예정이었으나 제2차 세계 대전으로 취소 | 일본 삿포로에서 열릴 예정이었으나 제2차 세계 대전으로 취소 | 일본 삿포로에서 열릴 예정이었으나 제2차 세계 대전으로 취소 |
| 5             | 1948년        | 스위스, 장크트모리츠                                       | 1월 30일–8일                                               | 스웨덴                                                     | 28                                                         | 669                                                        | 592                                                        | 77                                                         | 4                                                          | 22                                                         | [ 93 ] [ 94 ]                                              |
| 6             | 1952년        | 노르웨이, 오슬로                                           | 2월 14일–25일                                              | 노르웨이                                                   | 30                                                         | 694                                                        | 585                                                        | 109                                                        | 4                                                          | 22                                                         | [ 95 ]                                                     |
| 7             | 1956년        | 이탈리아, 코르티나담페초                                   | 1월 26일–5일                                               | 소련                                                       | 32                                                         | 821                                                        | 687                                                        | 134                                                        | 4                                                          | 24                                                         | [ 96 ]                                                     |
| 8             | 1960년        | 미국, 스쿼밸리                                             | 2월 18일–28일                                              | 소련                                                       | 30                                                         | 665                                                        | 521                                                        | 144                                                        | 4                                                          | 27                                                         | [ 97 ]                                                     |
| 9             | 1964년        | 오스트리아, 인스브루크                                     | 1월 29일–9일                                               | 소련                                                       | 36                                                         | 1091                                                       | 892                                                        | 199                                                        | 6                                                          | 34                                                         | [ 98 ]                                                     |
| 10            | 1968년        | 프랑스, 그르노블                                           | 2월 6일–18일                                               | 노르웨이                                                   | 37                                                         | 1158                                                       | 947                                                        | 211                                                        | 6                                                          | 35                                                         | [ 99 ]                                                     |
| 11            | 1972년        | 일본, 삿포로                                               | 2월 3일–13일                                               | 소련                                                       | 35                                                         | 1006                                                       | 801                                                        | 205                                                        | 6                                                          | 35                                                         | [ 100 ]                                                    |
| 12            | 1976년        | 오스트리아, 인스브루크                                     | 2월 4일–15일                                               | 소련                                                       | 37                                                         | 1123                                                       | 892                                                        | 231                                                        | 6                                                          | 37                                                         | [ 101 ]                                                    |
| 13            | 1980년        | 미국, 레이크플래시드                                       | 2월 13일–24일                                              | 소련                                                       | 37                                                         | 1072                                                       | 840                                                        | 232                                                        | 6                                                          | 38                                                         | [ 102 ]                                                    |
| 14            | 1984년        | 유고슬라비아, 사라예보                                     | 2월 8일–19일                                               | 동독                                                       | 49                                                         | 1272                                                       | 998                                                        | 274                                                        | 6                                                          | 39                                                         | [ 103 ]                                                    |
| 15            | 1988년        | 캐나다, 캘거리                                             | 2월 13일–28일                                              | 소련                                                       | 57                                                         | 1423                                                       | 1122                                                       | 301                                                        | 6                                                          | 46                                                         | [ 104 ]                                                    |
| 16            | 1992년        | 프랑스, 알베르빌                                           | 2월 8일–23일                                               | 독일                                                       | 64                                                         | 1801                                                       | 1313                                                       | 488                                                        | 7                                                          | 57                                                         | [ 105 ]                                                    |
| 17            | 1994년        | 노르웨이, 릴레함메르                                       | 2월 12일–27일                                              | 러시아                                                     | 67                                                         | 1737                                                       | 1215                                                       | 522                                                        | 6                                                          | 61                                                         | [ 106 ]                                                    |
| 18            | 1998년        | 일본, 나가노                                               | 2월 6일–3월 1일                                            | 독일                                                       | 72                                                         | 2176                                                       | 1389                                                       | 787                                                        | 7                                                          | 68                                                         | [ 107 ]                                                    |
| 19            | 2002년        | 미국, 솔트레이크시티                                       | 2월 8일–3월 3일                                            | 노르웨이                                                   | 77                                                         | 2399                                                       | 1513                                                       | 886                                                        | 7                                                          | 78                                                         | [ 108 ]                                                    |
| 20            | 2006년        | 이탈리아, 토리노                                           | 2월 3일–26일                                               | 독일                                                       | 80                                                         | 2508                                                       | 1548                                                       | 960                                                        | 7                                                          | 84                                                         | [ 109 ]                                                    |
| 21            | 2010년        | 캐나다, 벤쿠버                                             | 2월 5일–28일                                               | 미국                                                       | 82                                                         | 2566                                                       | 1533                                                       | 1033                                                       | 7                                                          | 86                                                         | [ 110 ]                                                    |
| 22            | 2014년        | 러시아, 소치                                               | 2월 7일–3월 2일                                            | 러시아                                                     | 88                                                         | 2873                                                       | 1714                                                       | 1159                                                       | 7                                                          | 98                                                         | [ 111 ]                                                    |
| 23            | 2018년        | 대한민국, 평창                                             | 2월 9일-3월 4일                                            | 노르웨이                                                   | 92                                                         | 2920                                                       | 1708                                                       | 1212                                                       | 7                                                          | 102                                                        | [ 112 ] [ 113 ]                                            |
| 24            | 2022년        | 중화인민공화국, 베이징                                     | 2월 4일-27일                                               | 노르웨이                                                   | 93                                                         | 2874                                                       | 1582                                                       | 1292                                                       | 15                                                         | 109                                                        |                                                            |
| 25            | 2026년        | 이탈리아, 밀라노-코르티나담페초                            | 2월 6일-3월 1일                                            | 개최 전                                                    |                                                            |                                                            |                                                            |                                                            |                                                            |                                                            |                                                            |
| 26            | 2030년        | 프랑스, 알프스                                             | 2월 8일-2월 24일                                           | 개최 전                                                    |                                                            |                                                            |                                                            |                                                            |                                                            |                                                            |                                                            |
| 27            | 2034년        | 미국, 솔트레이크시티                                       | 2월 10일-2월 26일                                          | 개최 전                                                    |                                                            |                                                            |                                                            |                                                            |                                                            |                                                            |                                                            |
| 28            | 2038년        | 스위스, 미정                                               | 개최 전                                                    | 개최 전                                                    | 대화 우선권' 지위 부여                                     |                                                            |                                                            |                                                            |                                                            |                                                            |                                                            |

- 참고 : 동계 올림픽의 공식적 로마 숫자 집계에 1940년 동계 올림픽과 1944년 동계 올림픽은 포함되지 않는다. 반면, 하계 올림픽의 공식적 로마 숫자 집계에는 1940년 하계 올림픽과 1944년 하계 올림픽이 포함된다. 그 이유는 하계 올림픽 개최의 공식적 집계 기준은, 하계 올림픽이 아닌 올림피아드(올림픽이 열리지 않아도 올림피아드는 개최됨) 기준이기 때문이다.

## 역대 동계 올림픽 우승국 비교
| 국가     | 우승횟수 | 우승 대회 |
| -------- | -------- | --- |
| 러시아   | 9        | 1956년 동계 올림픽+1960년 동계 올림픽+1964년 동계 올림픽+1972년 동계 올림픽+1976년 동계 올림픽+1980년 동계 올림픽+1988년 동계 올림픽+1994년 동계 올림픽+2014년 동계 올림픽 |
| 노르웨이 | 9        | 1924년 동계 올림픽+1928년 동계 올림픽+1936년 동계 올림픽+1948년 동계 올림픽+1952년 동계 올림픽+1968년 동계 올림픽+2002년 동계 올림픽+2018년 동계 올림픽+2022년 동계 올림픽 |
| 독일     | 4        | 1984년 동계 올림픽+1992년 동계 올림픽+1998년 동계 올림픽+2006년 동계 올림픽                                                                                                |
| 미국     | 1        | 1932년 동계 올림픽 |
| 스웨덴   | 1        | 1948년 동계 올림픽 |
| 캐나다   | 1        | 2010년 동계 올림픽 |

## 같이 보기
- 하계 올림픽
- 패럴림픽

### 내용주
1. ↑  간혹 개막식이 1월에 열리는 경우가 있다.[출처 필요]
2. ↑  다만 정확히 따지면, 이 대회의 아이스하키 경기의 순위결정전은 핀란드와 스웨덴과의 경기도 포함됐기 때문에 실제로 금메달을 확정한 것은 그로부터 며칠 후인 핀란드전에서 승리하고 난 뒤부터였다.[56][57]

### 참조주
1. ↑  이는 FIFA 월드컵이 열리는 해와 같다.
2. ↑  Issues of the Olympic Games(올림픽에서의 이슈) 보관됨 2009-04-25 - 웨이백 머신,출판사 LA84 Foundation of Los Angeles
3. ↑  Slack (2004), p. 17
4. ↑  Cooper-Chen (2005), p. 230
5. ↑  동계 올림픽 이니셜로 되돌아본 S·A·L·T·L·A·K·E, 2002년 2월 16일 동아일보
6. 1 2  Edgeworth, Ron (1994년 5월). “The Nordic Games and the Origins of the Winter Olympic Games” (PDF). 《International Society of Olympic Historians Journal》 (LA84 Foundation) 2 (number 2). 2011년 7월 27일에 원본 문서 (PDF)에서 보존된 문서. 2010년 5월 30일에 확인함.
7. ↑  “Figure Skating History” (영어). CNNSI.com. 2011년 6월 4일에 원본 문서에서 보존된 문서. 2010년 5월 30일에 확인함.
8. ↑  “1908 Figure Skating Results” (영어). CNNSI.com. 2011년 6월 4일에 원본 문서에서 보존된 문서. 2009년 3월 9일에 확인함.
9. ↑  Judd (2008), p. 21
10. 1 2 3 4 5  “1924 Chamonix, France”. 《CBC Sports》 (영어). CBC.ca. 2009년 12월 18일. 2010년 3월 2일에 원본 문서에서 보존된 문서. 2010년 5월 31일에 확인함.
11. ↑  Findling and Pelle (2004) p. 283
12. 1 2 3  “Chamonix 1924” (영어). 국제 올림픽 위원회. 2009년 10월 25일에 확인함.
13. ↑  “1924 Chamonix Winter Games”. Sports Reference LLC. 2009년 3월 3일에 원본 문서에서 보존된 문서. 2010년 11월 22일에 확인함.
14. ↑  Findling and Pelle (2004), pp. 289–290
15. ↑  Findling and Pelle (2004), p. 290
16. ↑  “1928 Sankt Moritz Winter Games”. Sports Reference LLC. 2020년 4월 17일에 원본 문서에서 보존된 문서. 2010년 11월 24일에 확인함.
17. 1 2  “St. Moritz 1928” (영어). 국제 올림픽 위원회. 2009년 10월 25일에 확인함.
18. 1 2 3 4 5  “Lake Placid 1932” (영어). 국제 올림픽 위원회. 2009년 10월 25일에 확인함.
19. ↑  Findling and Pelle (2004), p. 298
20. ↑  Seligmann, Davison, and McDonald (2004), p. 119
21. 1 2 3  “Garmisch-Partenkirchen 1936” (영어). 국제 올림픽 위원회. 2009년 10월 25일에 확인함.
22. 1 2  “Candidate Cities and Venues for the Winter Olympics” (PDF) (영어). International Olympic Committee. 2009년 3월 18일에 원본 문서 (PDF)에서 보존된 문서. 2009년 3월 12일에 확인함.
23. ↑  Guttman (1992), p. 74
24. ↑  name="1944CBC"
25. ↑  Findling and Pelle (2004), p. 248
26. ↑  “St. Moritz 1948”. International Olympic Committee. 2010년 3월 11일에 확인함.
27. ↑  Findling and Pelle (2004), pp. 250–251
28. ↑  “Oslo 1952”. International Olympic Committee. 2010년 3월 11일에 확인함.
29. ↑  Findling and Pelle (2004), p. 255
30. ↑  “1952 Oslo Winter Games”. Sports Reference LLC. 2020년 4월 17일에 원본 문서에서 보존된 문서. 2010년 5월 14일에 확인함.
31. ↑  “Speed Skating at the 1952 Oslo Winter Games”. Sports Reference LLC. 2011년 8월 8일에 원본 문서에서 보존된 문서. 2010년 5월 14일에 확인함.
32. ↑  “1956 Cortina d'Ampezzo Winter Games”. Sports Reference LLC. 2020년 4월 17일에 원본 문서에서 보존된 문서. 2009년 3월 13일에 확인함.
33. 1 2  Guttman (1986), p. 135
34. ↑  “Cortina d'Ampezzo 1956”. International Olympic Committee. 2009년 3월 13일에 확인함.
35. ↑  Benjamin, Daniel (1992년 7월 27일). “Traditions Pro Vs. Amateur”. 《Time》. 2009년 9월 2일에 원본 문서에서 보존된 문서. 2009년 3월 18일에 확인함.
36. ↑  Schantz, Otto. “The Olympic Ideal and the Winter Games Attitudes Towards the Olympic Winter Games in Olympic Discourses—from Coubertin to Samaranch” (PDF). Comité International Pierre De Coubertin. May 5, 2013에 원본 문서 (PDF)에서 보존된 문서. September 13, 2008에 확인함.
37. ↑  “Chiharu Igaya”. Sports Reference LLC. 2015년 5월 23일에 원본 문서에서 보존된 문서. 2010년 8월 23일에 확인함.
38. ↑  Judd (2008), pp. 27–28
39. ↑  Shipler, Gary (February 1960). “Backstage at Winter Olympics”. 《Popular Science》 (Bonnier Corporation): 138. 2009년 8월 6일에 확인함.
40. 1 2 3 4  Judd (2008), p. 28
41. ↑  “Innsbruck 1964”. International Olympic Committee. 2010년 3월 13일에 확인함.
42. ↑  Judd (2008), p. 29
43. ↑  “Grenoble 1968”. International Olympic Committee. 2009년 3월 13일에 확인함.
44. 1 2  Findling and Pelle (2004), p. 277
45. ↑  Findling and Pelle (2004), p. 286
46. ↑  Fry (2006), pp. 153–154
47. ↑  Podnieks, Andrew; Szemberg, Szymon (2008). “Story #17–Protesting amateur rules, Canada leaves international hockey”. International Ice Hockey Federation. 2009년 5월 13일에 확인함.
48. 1 2  “Factsheet Olympic Winter Games” (PDF). International Olympic Committee. January 2008. 5쪽. 18 March 2009에 원본 문서 (PDF)에서 보존된 문서. 17 March 2009에 확인함.
49. ↑  “Colorado only state ever to turn down Olympics”. 《denver.rockymountainnews.com》. 1 June 2009에 원본 문서에서 보존된 문서. 23 March 2011에 확인함.
50. ↑  Fry (2006), p. 157
51. 1 2 3  “Innsbruck 1976”. International Olympic Committee. 2009년 3월 17일에 확인함.
52. 1 2  Findling and Pelle (1996), p. 299
53. ↑  Judd (2008), pp. 135–136
54. ↑  “Lake Placid 1980”. International Olympic Committee. 2014년 2월 21일에 확인함.
55. ↑  Huber, Jim (2000년 2월 22일). “A Golden Moment”. CNNSI.com. 2008년 5월 16일에 원본 문서에서 보존된 문서. 2009년 3월 18일에 확인함.
56. ↑  “LAKE PLACID 1980 - USA ice hockey team”. International Olympic Committee. 2014년 2월 21일에 확인함.
57. ↑  “LAKE PLACID 1980 - Photo - Finland v USA”. International Olympic Committee. 2014년 2월 21일에 확인함.
58. ↑  “1984 Sarajevo”. CNNSI.com. 2004년 7월 18일에 원본 문서에서 보존된 문서. 2009년 3월 18일에 확인함.
59. 1 2  “Sarajevo 1984”. International Olympic Committee. 2009년 3월 18일에 확인함.
60. 1 2  “Calgary 1988”. International Olympic Committee. 2009년 3월 20일에 확인함.
61. ↑  “Yvonne van Gennip”. The Beijing Organising Committee for the Games of the XXIX Olympiad. 2009년 2월 3일에 원본 문서에서 보존된 문서. 2009년 3월 20일에 확인함.
62. 1 2  “Albertville 1992”. International Olympic Committee. 2009년 3월 20일에 확인함.
63. ↑  Findling and Pelle (2004), p. 400
64. ↑  Findling and Pelle (2004), p. 402
65. ↑  “Lillehammer 1994”. International Olympic Committee. 2009년 3월 20일에 확인함.
66. ↑  Araton, Harvey (1994년 2월 27일). “Winter Olympics; In Politics and on ice, neighbors are apart”. 《The New York Times》 (NYTimes.com). 2009년 3월 20일에 확인함.
67. ↑  “Harding-Kerrigan timeline”. 《The Washington Post》 (The Washington Post Company). 1999년 3월 1일. 2009년 3월 20일에 확인함.
68. ↑  Barshay, Jill J (1994년 3월 3일). “Figure Skating; It's Stocks and Bouquets as Baiul returns to Ukraine”. The New York Times. Associated Press. 2009년 3월 20일에 확인함.
69. ↑  Phillips, Angus (1999년 3월 1일). “Achievements still burn bright”. 《The Washington Post》 (The Washington Post Company). 2009년 3월 20일에 확인함.
70. ↑  “Johann-Olav Koss”. ESPN.com. 2010년 5월 14일에 확인함.
71. 1 2 3 4 5  “Nagano 1998”. International Olympic Committee. 2009년 3월 20일에 확인함.
72. ↑  Judd (2008), p. 126
73. ↑  “Ten Famous Olympic Skiers”. 2013년 10월 29일. 2014년 8월 2일에 확인함.
74. ↑  Nevius, C.W. (1998년 2월 5일). “"Clap" Skate draws boos from traditionalists”. 《San Francisco Chronicle》 (Hearst Communications Inc). 2009년 3월 20일에 확인함.
75. 1 2 3  “Salt Lake City 2002”. International Olympic Committee. 2009년 3월 21일에 확인함.
76. ↑  Roberts, Selena (2002년 2월 17일). “The pivotal meeting; French judge's early tears indicating controversy to come”. 《The New York Times》 (NYTimes.com). 2009년 3월 23일에 확인함.
77. ↑  Bose, Mihir (2002년 2월 17일). “Skating scandal that left IOC on thin ice”. London: Telegraph.co.uk. 2009년 3월 23일에 확인함.
78. ↑  “Australia win first ever gold”. BBC Sport. 2002년 2월 17일. 2010년 3월 11일에 확인함.
79. 1 2 3  “Turin 2006”. International Olympic Committee. 2009년 3월 21일에 확인함.
80. ↑  Berglund, Nina (20 February 2006). “Canadians hail Norwegian coach's sportsmanship”. 《Aftenposten》 (Aftenposten.no). 17 January 2009에 원본 문서에서 보존된 문서. 21 March 2009에 확인함.
81. ↑  Crouse, Karen (2009년 12월 11일). “Germany’s Claudia Pechstein Tries to Restore Reputation”. 《The New York Times》 (NYTimes.com). 2010년 3월 11일에 확인함.
82. ↑  Dunbar, Graham (2010년 1월 26일). “Claudia Pechstein's Doping Appeal Denied”. 《The Huffington Post》 (HuffingtonPost.com). 2010년 3월 11일에 확인함.
83. ↑  “Canadian Statistics – Population by selected ethnic origins, by census metropolitan areas (2001 Census)”. StatCan. 2005년 1월 25일. 2006년 5월 19일에 원본 문서에서 보존된 문서. 2006년 5월 31일에 확인함.
84. ↑  “Vancouver 2010”. International Olympic Committee. 2010년 8월 24일에 확인함.
85. ↑  Longman, Jere (2010년 2월 13일). “Quick to Blame in Luge, and Showing No Shame”. 《The New York Times》 (NYTimes.com). 2010년 3월 11일에 확인함.
86. ↑  Jones, Tom (2010년 2월 28일). “Best and worst of the Winter Olympics in Vancouver”. 《St. Petersberg Times》 (Tampabay.com). 2011년 6월 6일에 원본 문서에서 보존된 문서. 2010년 3월 11일에 확인함.
87. ↑  “Russia's president calls for resignations”. ESPN.com. 2010년 3월 1일. 2010년 3월 11일에 확인함.
88. ↑  Pavitt, Michael (2017년 10월 26일). “Biathlete Gregorin confirmed as athlete who failed Vancouver 2010 doping retest”. Inside the Games. 2017년 10월 27일에 확인함.
89. ↑  Armour, Nancy (2010년 2월 28일). “Surprising success bodes well for South Korea”. 《The Seattle Times》. Associated Press. 2010년 8월 24일에 확인함.
90. ↑  Sappenfield, Mark (2010년 2월 12일). “Winter Olympics: Who will win the most medals?”. 《The Christian Science Monitor》. CSMonitor.com. 2010년 8월 24일에 확인함.
91. 1 2  “Sochi 2014”. International Olympic Committee. 2011년 4월 11일에 확인함.
92. ↑  JTBC 뉴스, 동계 올림픽 또 아시아에서 열린다…추락하는 인기, 왜? 2015-01-07 작성, 2015-01-09 확인
93. ↑  “St Moritz 1948” (영어). 국제 올림픽 위원회. 2018년 7월 30일에 확인함.
94. ↑  Comité olympique suisse (1951). “RAPPORT GÉNÉRAL SUR LES VES JEUX OLYMPIQUES D'HIVER, ST-MORITZ 1948 / COMITÉ OLYMPIQUE SUISSE”. 《Olympic World Library》. 21쪽. 2018년 7월 30일에 확인함.
95. ↑  “Oslo 1952” (영어). 국제 올림픽 위원회. 2009년 10월 25일에 확인함.
96. ↑  “Cortina d’Ampezzo 1956” (영어). 국제 올림픽 위원회. 2009년 10월 25일에 확인함.
97. ↑  “Squaw Valley 1960” (영어). 국제 올림픽 위원회. 2009년 10월 25일에 확인함.
98. ↑  “Innsbruck 1964” (영어). 국제 올림픽 위원회. 2009년 10월 25일에 확인함.
99. ↑  “Grenoble 1968” (영어). 국제 올림픽 위원회. 2009년 10월 25일에 확인함.
100. ↑  “Sapporo 1972” (영어). 국제 올림픽 위원회. 2009년 10월 25일에 확인함.
101. ↑  “Innsbruck 1976” (영어). 국제 올림픽 위원회. 2009년 10월 25일에 확인함.
102. ↑  “Lake Placid 1980” (영어). 국제 올림픽 위원회. 2009년 10월 25일에 확인함.
103. ↑  “Sarajevo 1984” (영어). 국제 올림픽 위원회. 2009년 10월 25일에 확인함.
104. ↑  “Calgary 1988” (영어). 국제 올림픽 위원회. 2009년 10월 25일에 확인함.
105. ↑  “Albertville 1992” (영어). 국제 올림픽 위원회. 2009년 10월 25일에 확인함.
106. ↑  “Lillehammer 1994” (영어). 국제 올림픽 위원회. 2009년 10월 25일에 확인함.
107. ↑  “Nagano 1998” (영어). 국제 올림픽 위원회. 2009년 10월 25일에 확인함.
108. ↑  “Salt Lake City 2002” (영어). 국제 올림픽 위원회. 2009년 10월 25일에 확인함.
109. ↑  “Turin 2006” (영어). 국제 올림픽 위원회. 2009년 10월 25일에 확인함.
110. ↑  “Vancouver 2010” (영어). 국제 올림픽 위원회. 2010년 11월 22일에 확인함.
111. ↑  “Sochi 2014” (영어). Organizing Committee of the XXII Olympic Winter Games and XI Paralympic Winter Games of 2014 in Sochi. 2010년 11월 22일에 확인함.
112. ↑  “Three cities in running for 2018 Winter Olympics”. 《CNN International》 (영어) (Time Warner company). 2009년 10월 16일. 2010년 3월 12일에 확인함.
113. ↑  주형식 (2018년 2월 26일). “'금5 은8 동4' 한국, 평창올림픽 순위는 7위? 6위?”. 《조선일보》. 2018년 7월 30일에 확인함.
114. ↑  “2030·2034 동계 올림픽 단독 후보지에 프랑스·미국 선정”. 2023년 11월 30일. 2023년 11월 30일에 확인함.
115. ↑  구소련+독립국가연합 포함
116. ↑  노르웨이는 금메달 11개를 획득하며 금메달 집계순 2위를 차지했다. 그러나 러시아의 집단도핑 사건이 터지자 IOC가 러시아의 금메달 4개 은메달 6개 동메달 1개 총 메달 11개를 박탈하면서 종합 1위로 올라서는듯 싶었으나.. 2018년 2월 1일 국제스포츠 중재 재판소가 증거부족을 이유로 그중 대부분의 메달 기록을 회복시켜 다시 종합 2위로 내려앉았다
117. ↑   스웨덴 공동 우승
118. ↑  동독 포함
119. ↑  동독 우승
120. ↑   노르웨이 공동 우승

## 참고자료
- Cooper-Chen, Anne (2005). 《Global entertainment media》 (영어). Mahwah, New Jersey: Lawrence Erlbaum Associates. ISBN 0-8058-5168-2. 2009년 3월 21일에 확인함.
- Findling, John E.; Pelle, Kimberly D. (2004). 《Encyclopedia of the Modern Olympic Movement》 (영어). Westport, Connecticut: Greenwood Press. ISBN 0-313-32278-3. 2009년 3월 12일에 확인함.
- Findling, John; Pelle, Kimberly (1996). 《Historical dictionary of the Modern Olympic Movement》 (영어). Westport, CT: Greenwood Publishing Group. ISBN 0-313-28477-6. 2009년 3월 26일에 확인함.
- Judd, Ron C. (2008). 《The Winter Olympics》 (영어). Seattle, Washington: The Mountaineers Books. ISBN 1-59485-063-1. 2009년 3월 13일에 확인함.
- Seligmann, Matthew S.; Davison, J.; McDonald, John (2004). 《Daily Life in Hitler's Germany》 (영어). New York: Macmillan. ISBN 0-312-32811-7. 2009년 3월 12일에 확인함.